# A mano disarmata
A mano disarmata è un film del 2019 diretto da Claudio Bonivento.
La pellicola, tratta dall’omonimo libro del 2018, narra la storia della giornalista Federica Angeli, finita sotto scorta per aver scritto articoli sulla malavita di Ostia.

## Trama
Federica è una giornalista de la Repubblica, nata e cresciuta ad Ostia. Frequentando i vari commercianti del luogo viene a sapere di un giro di usura su tutto il territorio ostiense. Decisa a fare luce sulla cosa, Federica comincia ad investigare. Verrà così a conoscenza di un massiccio traffico di origine mafiosa che sta completamente dominando l'intera zona balneare. Federica, seppur spaventata, non demorde e avvia un'inchiesta che la porterà a subire minacce, ad essere affidata ad una scorta e a vedere la sua intera vita completamente stravolta.